# بحر المرجان

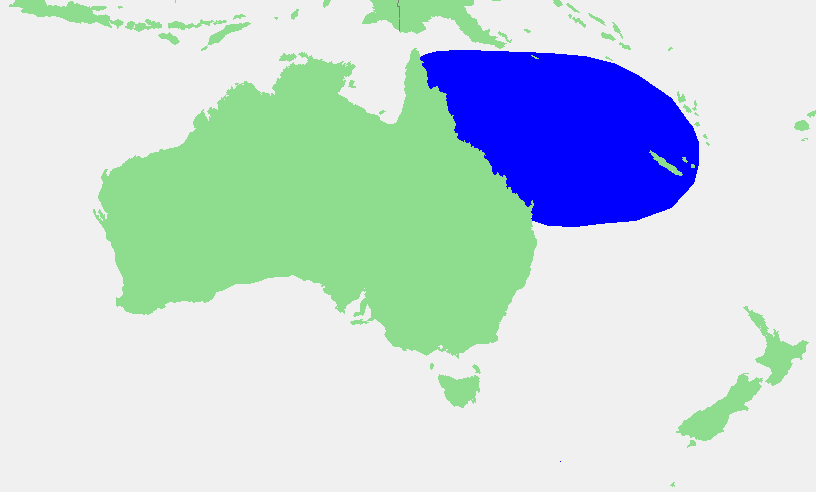
بحر المرجان

بحر المرجان يعرف أيضًا باسم بحر كورال هو بحر يقع قبالة الساحل الشمالي الشرقي من أستراليا. ويحده من الغرب في الساحل الشرقي كوينزلاند، بما في ذلك الحاجز المرجاني العظيم، في الشرق تحده فانواتو وكاليدونيا الجديدة يشكل مع بحار ارافورا وتيمور وتسانيا وباندا مجموعة البحار المحيطة بأستراليا وتبلغ مساحة هذه البحار 3.518 مليون كيلو متر مربع.
بحر المرجان مصدر هام من الناحية الإيكولوجية للشعاب الحاجز المرجاني العظيم، سواء أثناء وبعد تشكيلها تخفيض مستوى سطح البحر.
تتراوح ملوحة هذا البحر من 30% إلى 35%، وهذه النسبة هي الملائمة لحياة المرجان.يحتوي البحر على العديد من الجزر والشعاب المرجانية، بالإضافة إلى أكبر نظام مرجاني في العالم، الحاجز المرجاني العظيم (GBR) ، والذي تم إعلانه كموقع للتراث العالمي من قبل اليونسكو في عام 1981. تم إنهاء جميع مشاريع التنقيب عن النفط السابقة في GBR في عام 1975 ، وصيد الأسماك مقيد في العديد من المجالات. إن الشعاب المرجانية والجزر في بحر المرجان غنية بشكل خاص بالطيور والحياة المائية وهي وجهة سياحية شهيرة على الصعيدين الوطني والدولي.

## جغرافيا
يحدها من الغرب الساحل الشرقي لولاية كوينزلاند ، بما في ذلك الحاجز المرجاني العظيم، وفي الشرق بفانواتو ( نيو هبريدس سابقًا ) وكاليدونيا الجديدة، وفي الشمال الشرقي تقريبًا من الطرف الجنوبي لجزر سليمان . في الشمال الغربي، تصل إلى الساحل الجنوبي لشرق غينيا الجديدة، بما في ذلك خليج بابوا . يندمج مع بحر تاسمان في الجنوب وبحر سليمان في الشمال والمحيط الهادي في الشرق. يحدها من الغرب ساحل كوينزلاند الرئيسيوتتصل في الشمال الغربي ببحر عرفة عبر مضيق توريس .
ويتميز البحر دافئة ومناخ مستقر، مع أمطار متكررة والأعاصير المدارية.

## مدى
في حين أن الحاجز المرجاني العظيم بجزره وجزره

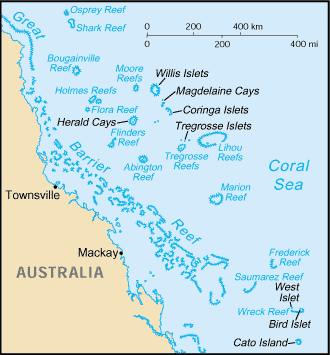
خريطة جزر بحر المرجان

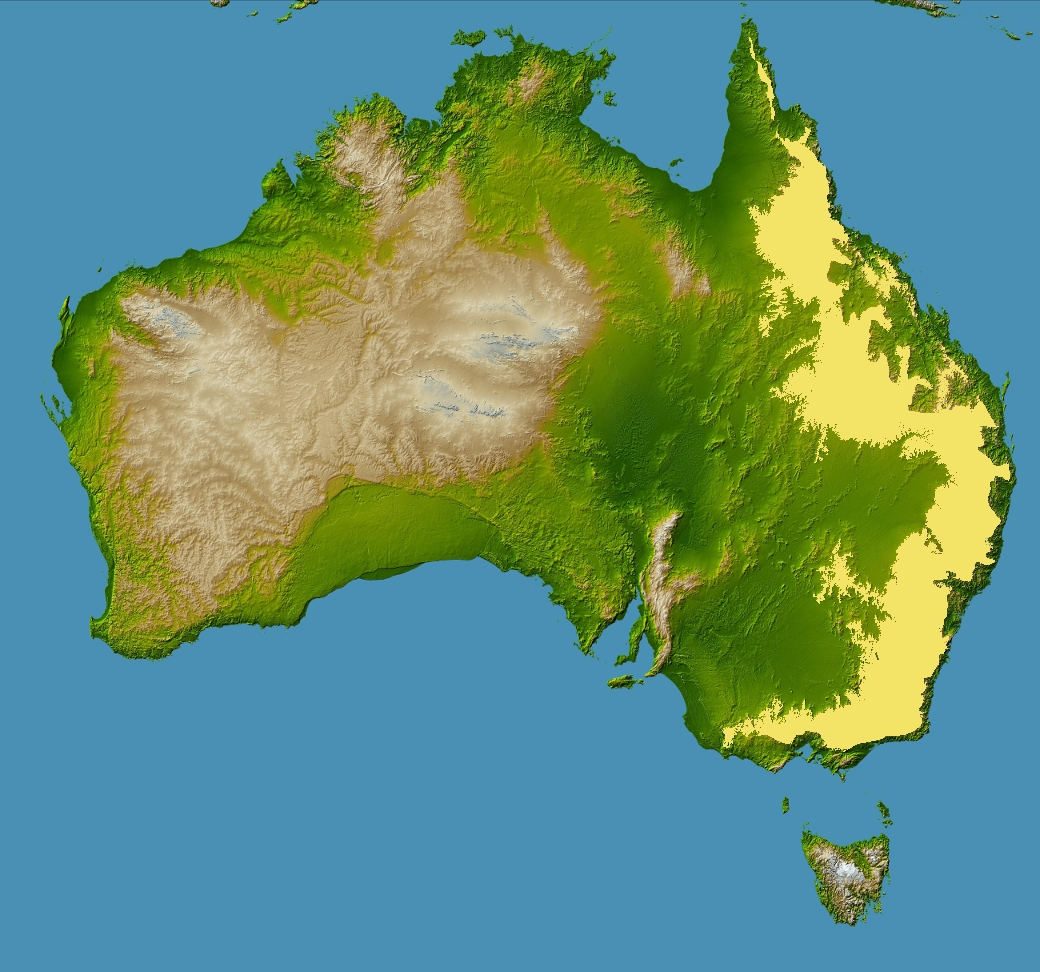
على تقسيم مجموعة كبيرة تتكون من مجموعة معقدة من السلاسل الجبلية والهضاب والمرتفعات المناطق والجرف.

الصغيرة تنتمي إلى كوينزلاند، فإن معظم الشعاب المرجانية والجزر الصغيرة شرقها جزء من إقليم جزر بحر المرجان .وبالإضافة إلى ذلك، بعض الجزر غرب والانتماء إلى كاليدونيا الجديدة هي أيضا جزء من جزر بحر المرجان بالمعنى الجغرافي، مثل جزر تشيسترفيلد وبيلونا المرجانية.

و المنظمة الهيدروغرافية الدولية يحدد حدود بحر المرجان على النحو التالي:
في الشمال. الساحل الجنوبي لغينيا الجديدة من مدخل نهر Bensbach (141 ° 01'E) إلى جزيرة Gadogadoa بالقرب من أقصى الجنوب الشرقي (10 ° 38'S150 ° 34'E) ، أسفل خط الطول هذا إلى خط 100 fathom ومن ثم على طول الحواف الجنوبية لشعاب Uluma وتلك الممتدة إلى الشرق حتى النقطة الجنوبية الشرقية من Lawik Reef (11 ° 43.5'S153 ° 56.5'E) قبالة جزيرة تاغولا، ومن هناك خط إلى أقصى جنوب جزيرة رينيل (جزر سليمان ) ومن نقطتها الشرقية إلى كيب سيرفيل، أقصى شرق جزيرة سان كريستوبال [ ماكيرا ] ، سولومون ؛ من هناك عبر جزيرة نوباني، شمال غرب جزر سانتا كروز (10 ° 04.5'S 165 ° 40.5'E) إلى أقصى الجزيرة الشمالية لجزر داف(9 ° 48.5'S 167 ° 06'E).
في الشمال الشرقي. من أقصى الجزيرة الشمالية لجزر داف، عبر هذه الجزر إلى أقصى الجنوب الشرقي، ومن هناك خط إلى ميري لافا، جزر فانواتو (14 ° 25'S163 ° 03'E) وأسفل السواحل الشرقية لجزر هذه المجموعة حتى جزيرة أناتوم(20 ° 11'S 169 ° 51'E) بحيث يتم ضم جميع جزر هذه المجموعات والمضائق التي تفصل بينها في بحر المرجان.
في الجنوب الشرقي. خط من أقصى الجنوب الشرقي لجزيرة أناتوم إلى Nokanhoui (الشعاب المرجانية) (22 ° 46'S 167 ° 34'E) قبالة أقصى جنوب شرق كاليدونيا الجديدة، ومن هناك عبر النقطة الشرقية لميدلتون ريف إلى أقصى شرق إليزابيث ريف (29 ° 55′S159 ° 02′E) وأسفل خط الزوال هذا إلى خط العرض 30 درجة جنوبًا .
في الجنوب. موازي 30 درجة جنوبا للساحل الأسترالي.
على الغرب. الحد الشرقي لبحر أرافورا[مدخل نهر بنسباخ (141 ° 01'E) ، ومن هناك خط إلى أقصى الشمال الغربي لشبه جزيرة يورك، أستراليا (11 ° 05′S142 ° 03′E)] والساحل الشرقي لأستراليا جنوبا حتى خط العرض 30 درجة جنوبا.

## جيولوجيا
تم تشكيل حوض بحر المرجان منذ ما بين 58 مليون و 48 مليون سنة عندما تم رفع الجرف القاري لكوينزلاند، مشكلاًنطاق التقسيم العظيم، وانخفضت الكتل القارية في نفس الوقت.  كان البحر مصدرًا مهمًا للشعاب المرجانية للحاجز المرجاني العظيم، سواء أثناء تكوينه أو بعد انخفاض مستوى سطح البحر .
لا تزال عمليات التكوين الجيولوجي مستمرة، كما يتضح جزئيًا من النشاط الزلزالي . تم تسجيل عدة مئات من الزلازل التي كانت قوتها بين 2 و 6 في الفترة 1866-2000 على طول ساحل كوينزلاند وفي بحر المرجان. في 2 أبريل 2007 ، تعرضت جزر سليمان لزلزال كبير أعقبه تسونامي بطول عدة أمتار . كان مركز هذا الزلزال بقوة 8.1 درجة على مقياس ريختر 349 كم (217 ميل) شمال غرب هونيارا، على عمق 10 كيلومترات (6.2 ميل). تبعه أكثر من 44 هزة ارتدادية بقوة 5.0 أو أكثر. أسفر تسونامي عن مقتل ما لا يقل عن 52 شخصًا ودمر أكثر من 900 منزل.
حصل البحر على اسمه بسبب تعدد تكويناته المرجانية. وهي تشمل GBR ، التي تمتد حوالي 2000 كيلومتر (1200 ميل) على طول الساحل الشمالي الشرقي لأستراليا وتشمل ما يقرب من 2900 من الشعاب المرجانية الفردية و 1000 جزيرة.  و جزر تشيسترفيلد و Lihou ريفهي أكبر الجزر المرجانية في بحر المرجان.

## الهيدرولوجيا
تشكل تيارات بحر المرجان الرئيسية جيروسكوبًا عكس

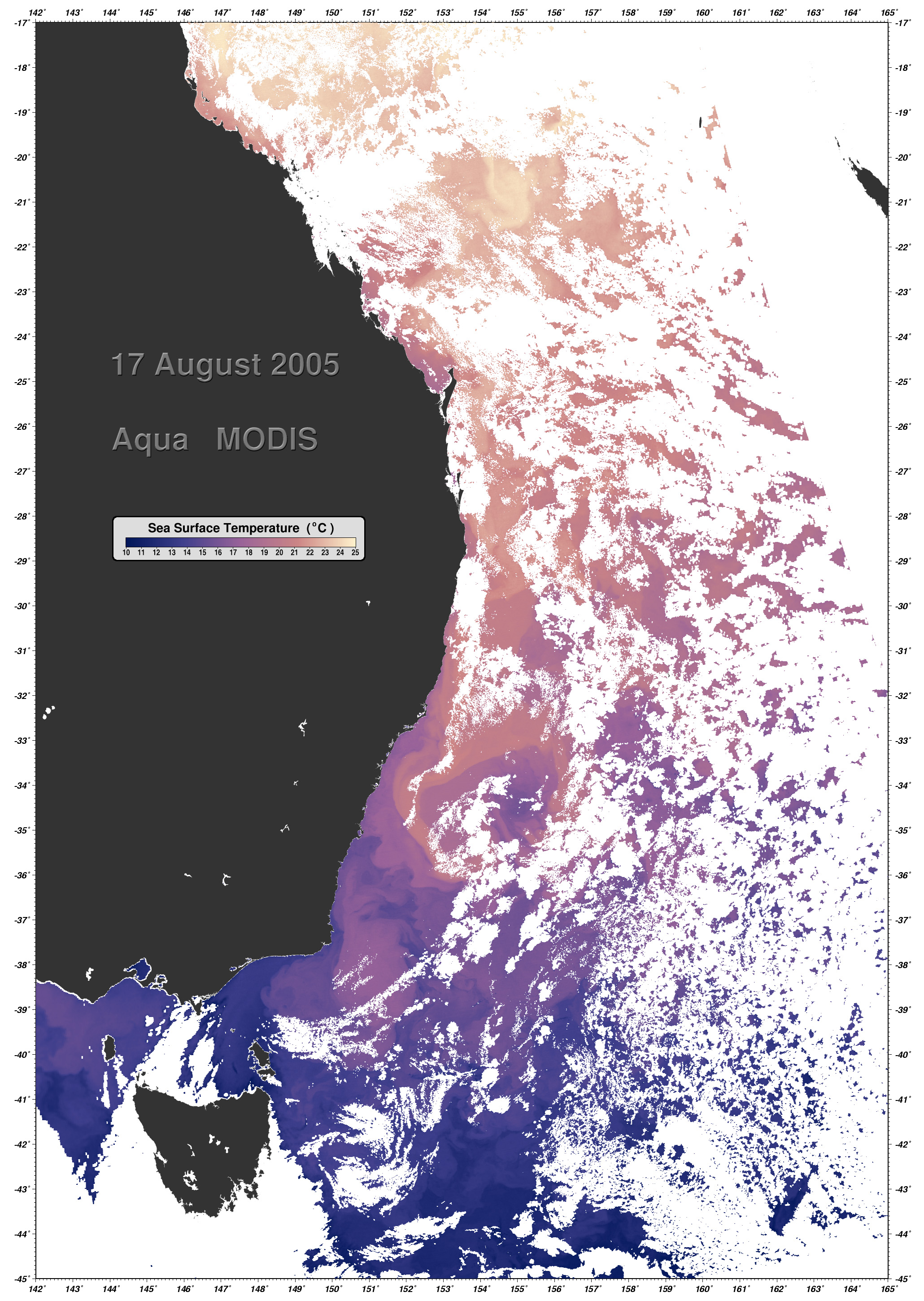
الملف الحراري لتيار شرق أستراليا

اتجاه عقارب الساعة والذي يتضمن تيار شرق أستراليا . إنه يجلب المياه الدافئة التي تفتقر إلى المغذيات من بحر المرجان أسفل الساحل الشرقي لأستراليا إلى المياه الباردة لبحر تاسمان. هذا التيار هو الأقوى على طول السواحل الأسترالية ويحول 30 مليون متر مكعب / ثانية من المياه ضمن نطاق تدفق يبلغ عرضه حوالي 100 كيلومتر وعمق 500 متر. التيار هو الأقوى في فبراير وأضعف في أغسطس.
النهر الرئيسي الذي يصب في البحر هو نهر بورديكين، الذي يقع جنوب شرق تاونزفيل في دلتا . نظرًا للتغيرات الموسمية والسنوية في حدوث الأعاصير وفي هطول الأمطار (عادةً ما بين 200 و 1600 ملم / سنة) ، يمكن أن يختلف تصريفها السنوي أكثر من 10 مرات بين العامين التاليين. على وجه الخصوص، في الفترة 1920-1999 ، كان متوسط معدل التدفق بالقرب من الدلتا أقل من 1000 م 3 / ثانية في 1923 و 1931 و 1939 و 1969 و 1982 و 1985 و 1987 و 1993 و 1995 ؛ كان فوق 25000 م3 / ث في أعوام 1927 و 1940 و 1946 و 1950 و 1951 و 1959 و 1968 و 1972 و 1974 و 1991 ، ووصل إلى حوالي 40.000 م 3 / ث في عام 1946. ينتج عن هذا عدم الانتظام تقلبات مصاحبة في تكوين مياه البحر بالقرب من دلتا النهر.
تتراوح درجة حرارة المياه السطحية في جنوب البحر من 19 درجة مئوية في أغسطس إلى 24 درجة مئوية في فبراير. الجو دافئ إلى حد ما ومستقر عند 27-28 درجة مئوية في الشمال طوال العام. ملوحة الماء 34.5-35.5 ‰ (جزء في الألف).  المياه في الغالب نقية للغاية، مع رؤية تبلغ حوالي 30 مترًا (100 قدم) بالقرب من الشعاب المرجانية.

## مناخ
يتمتع البحر بمناخ شبه استوائي وكثيراً ما تضربه

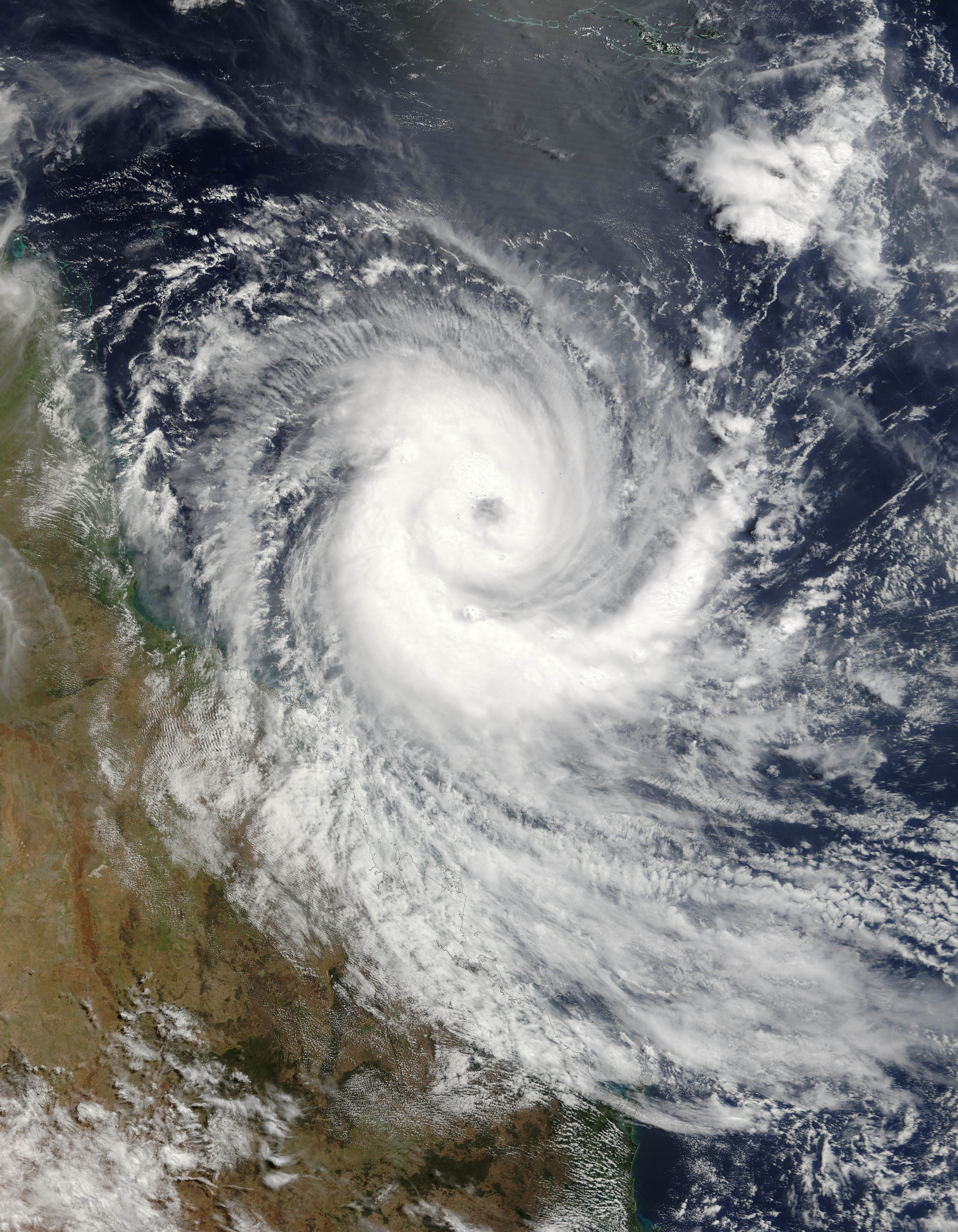
الإعصار المداري لاري فوق الحاجز المرجاني العظيم ، 19 مارس 2006

الأعاصير المدارية، خاصة بين يناير وأبريل.  يمتد هذا النطاق من نوفمبر إلى مايو في المناطق الجنوبية إلى 10 درجات جنوبًا. بين عامي 1969 و 1997 ، شهدت GBR 80 إعصارًا، 90٪ كانت من الفئة 1 أو 2 (رياح 17-33 م / ث، ضغط مركزي 970-1000 هكتو باسكال) و 10٪ فقط من الفئة 3 (رياح> 33 م / ث، الضغط <970 هكتو باسكال).انخفض تواتر الأعاصير بين عامي 1997 و 2005 إلى 1.5 في السنة (12 في المجموع).
يتراوح معدل هطول الأمطار السنوي عادة بين 1000 و 3000 ملم حسب المنطقة. تسقط معظم الأمطار بين ديسمبر ومارس، في رشقات نارية من 30-60 يومًا. يتراوح عدد الأيام الصافية سنويًا تقريبًا بين 80 و 125 ، وتختلف درجات الحرارة النموذجية خلال العام بين 18-27 درجة مئوية.
أظهر تغير المناخ احتمال وصول المياه السطحية لبحر المرجان إلى درجات الحرارة القياسية في مارس 2016 التي أدت إلى تبييض الشعاب المرجانية إلى 175 مرة، حسبما أظهر تحليل النمذجة.

### رياح
الرياح في بحر المرجان ويمكن تصنيف هذا الموسم، الطولو العرض . تهيمن الرياح التجارية الجنوبية الشرقية على جميع المناطق البحرية وجميع الفصول، وخاصة بين 20 درجة جنوبا و 25 درجة جنوبا، غرب خط الطول 155 درجة شرقا. ومع ذلك، بين شهري سبتمبر وديسمبر، تغيروا إلى رياح شمالية وشمالية غربية في هذه المنطقة، ويكون الاتجاه في الغالب جنوب غربي في مايو - أغسطس. غرب 155 درجة شرقا، تكون العواصف شائعة بين يناير وأغسطس وتكون أقل تواترا في سبتمبر- ديسمبر.
في يناير، قد تحدث الرياح الموسمية الشمالية الغربية بين المتوازيات 15 درجة جنوبا و 20 درجة جنوبا، غرب خط الطول 150 درجة شرقا. نادر في هذه المنطقة معظم العام باستثناء يونيو - أغسطس، عندما تهب رياح جنوبية شرقية قوية بضعة أيام في الشهر.
كما أن التجارة الجنوبية الشرقية قوية أيضًا شمال 15 درجة جنوبا بين مارس ونوفمبر. وهي تضعف وتتحول في كثير من الأحيان إلى رياح غربية في ديسمبر والرياح الشمالية والشمالية الغربية في يناير وفبراير.

## النباتية
يتكون الشاطئ الأسترالي لبحر المرجان في الغالب من الرمال. إن GBR بعيد جدًا عن توفير رواسب مرجانية كبيرة، لكنه يحجب الساحل بشكل فعال عن أمواج المحيط. نتيجة لذلك، تنتشر معظم النباتات البرية وصولاً إلى البحر،  والمياه الساحلية غنية بالنباتات تحت الماء، مثل الطحالب الخضراء . أكثر أنواع الأعشاب البحرية شيوعا هي Halophila و Halodule .
تحتوي جزر GBR على أكثر من 2000 نوع نباتي، ثلاثة منها مستوطنة . الجزر الشمالية بها 300-350 نوع نباتي تميل إلى أن تكون خشبية، في حين أن الجزر الجنوبية بها 200 نوع نباتي أكثر ؛ منطقة Whitsunday هي الأكثر تنوعًا، حيث تدعم 1141 نوعًا. تنتشر النباتات عن طريق الطيور.

## الحيوانات

الشعاب المرجانية على فلين ريف بالقرب من كيرنز

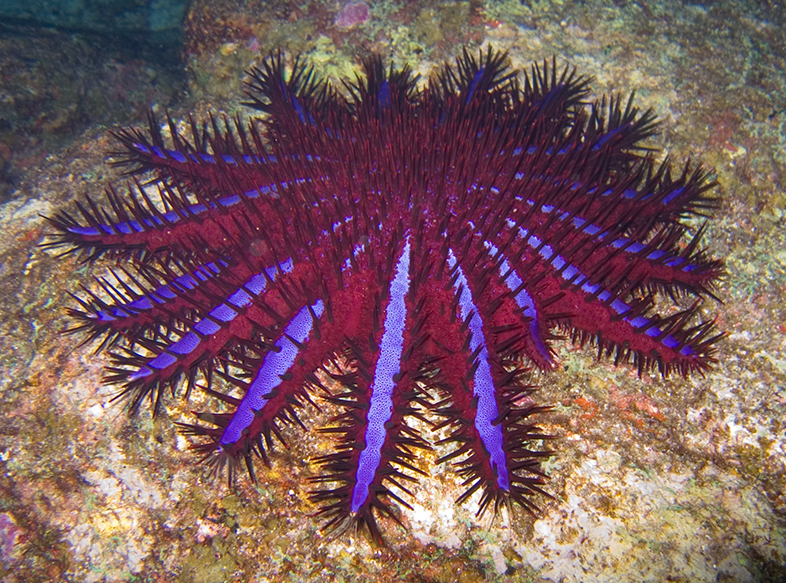
تاج الشوك نجم البحر

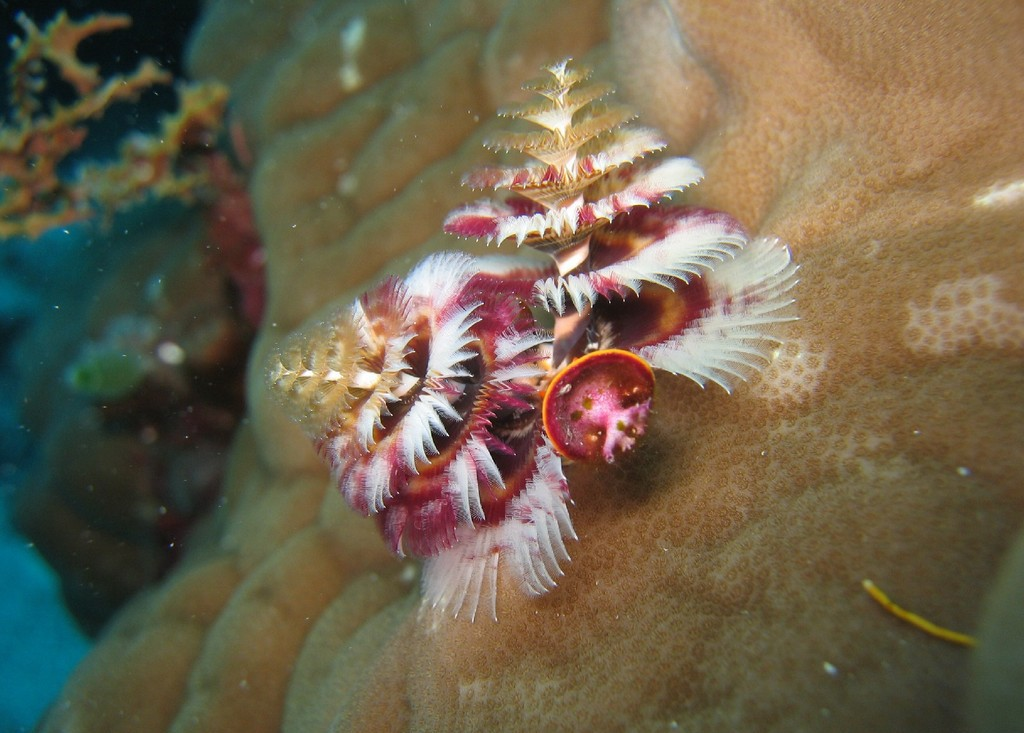
دودة شجرة عيد الميلاد (Spirobranchus giganteus) في مرجان بوريتيس. الأميرالية ، أوسبري ريف

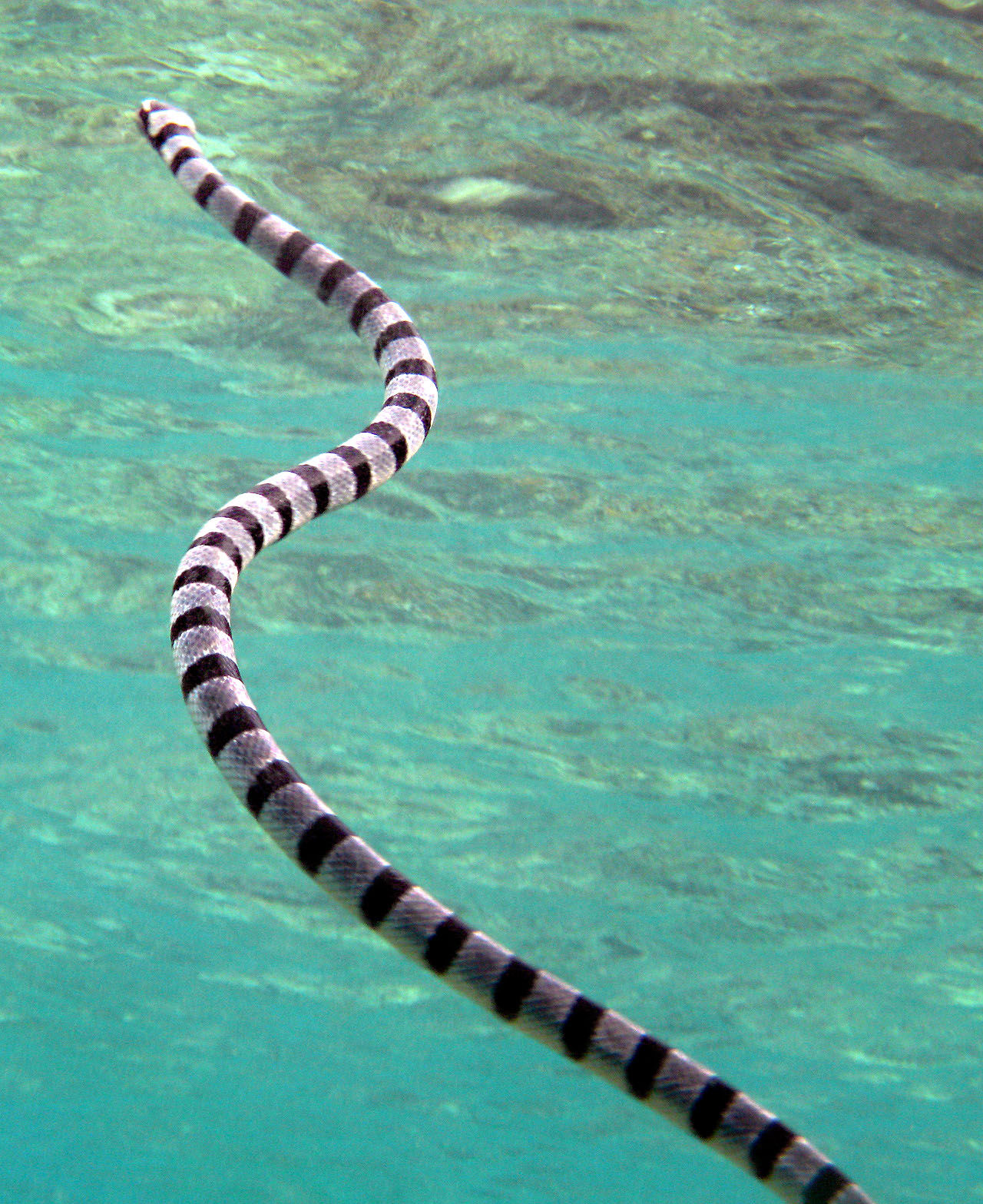
A البحر مخطط كريت Laticauda colubrina

في البحر العديد من الأنواع من شقائق النعمان، والإسفنج والديدان (على سبيل المثال Spirobranchus giganteus هو مبين في الصورة)، الرخويات، سرطان البحر، جراد البحر، الجمبري وسرطان البحر. الأحمر الطحالب Lithothamnion و Porolithon لون العديد من الشعاب المرجانية الأرجواني والأحمر والأخضر الطحالبHalimeda وجدت في جميع أنحاء البحر. تتكون النباتات الساحلية من حوالي 30-40 نوعًا فقط، وتوجد أشجار المانغروف في الجزء الشمالي من البحر.  أربعمائة الأنواع المرجانية، سواء الشعاب المرجانية الصلبة والشعاب المرجانية الناعمة تسكن الشعاب المرجانية.  تتكاثرغالبية هذه الأمشاج في أحداث التفريخ الجماعي التي تنجم عن ارتفاع درجات حرارة البحر في الربيع والصيف، والدورة القمرية، والدورة النهارية. تفرخ الشعاب المرجانية في GBR الداخلي خلال الأسبوع الذي يلي اكتمال القمر في أكتوبر، بينما تفرخ الشعاب المرجانية الخارجية في نوفمبر وديسمبر.  تنتمي الشعاب المرجانية اللينة المشتركة إلى 36 جنسًا.  هناك أكثر من 1500 نوع من الأسماك في أنظمة الشعاب المرجانية.  تعيش خمسمائة نوع من الطحالب البحرية أو الأعشاب البحرية على الشعاب المرجانية،  بما في ذلك ثلاثة عشر نوعًا من جنسHalimeda ، والتي ترسبتلال كلسية يصل عرضها إلى 100 متر (110 ياردة) ، مما يخلق أنظمة بيئية صغيرة على سطحها تمت مقارنتها بغطاء الغابات المطيرة.
نجم البحر ذو تاج الشوك ( Acanthaster planci ) هو المفترس الرئيسي للشعاب المرجانية، حيث يفترس الزوائد المرجانية عن طريق التسلق عليها، وبثق معدتها فوقها، وإطلاق الإنزيمات الهاضمة لامتصاص الأنسجة المسيلة.يمكن للفرد البالغ أن يأكل ما يصل إلى 6 م 2 من الشعاب المرجانية سنويًا.  في عام 2000 ، أدى انتشار  نجم البحر ذي التاج الشوك إلى فقدان 66٪ من الغطاء المرجاني الحي على عينات من الشعاب المرجانية. التغييرات في جودة المياه والصيد الجائر للحيوانات المفترسة الطبيعية، مثل العملاق تريتون، قد ساهمت في زيادة عدد نجم البحر ذي التاج الشوك.
هناك على الأقل 30 نوعا من الحيتان والدلافين، وخنازير البحر، بما في ذلك حوت المنك قزم، المحيطين الهندي والهادئ الدلافين الحدباء، الحوت الأحدب وأبقار البحر . ستة أنواع من السلاحف البحرية تتكاثر على GBR - و السلحفاة الخضراء البحر، الجلدية السلاحف البحرية، السلاحف ذات منقار الصقر، سلحفاة بحرية ضخمة الرأس، السلحفاة ممهد وريدلي الزيتون .
أكثر من 200 نوعا من الطيور (بما في ذلك 22 نوعا من الطيور البحرية و 32 نوعا من الطيور الساحلية) زيارة، عش أو المجثم على الجزر والشعاب،  بما في ذلك النسر البحر الأبيض ذو بطن والخرشنة ردي .  معظم مواقع التعشيش في جزر في المناطق الشمالية والجنوبية من GBR ، حيث يستخدم 1.4-1.7 مليون طائر هذه المواقع للتكاثر.
سبعة عشر نوعًا من ثعابين البحر، بما في ذلك Laticauda colubrina  (في الصورة) ، تعيش على GBR في المياه الدافئة حتى عمق 50 مترًا (160 قدمًا) وهي أكثر شيوعًا في الجنوب منها في القسم الشمالي ؛ لا أحد منهم مستوطن أو معرض للخطر.  سم العديد من هذه الثعابين شديد السمية. على سبيل المثال، يعتبر Aipysurus duboisii أخطر ثعبان البحر في العالم.
هناك أكثر من 1500 نوع من الأسماك، بما في ذلك الأسماك الملونة الزاهية ( سمكة المهرج )، باس أحمر ( Lutjanus bohar )، أحمر الحلق الإمبراطور ( و Lethrinus miniatus )، ناجل ( Plectropomus leopardus ) وعدة أنواع من سمك النهاش ( Lutjanidae ).  تفرخ49 نوعًا جماعيًا وتفرخ أربعة وثمانين نوعًا آخر في أماكن أخرى من نطاقها.  مع أقصى طول إجمالي يبلغ 0.84 سم (0.33 بوصة) ، تعتبر Schindleria brevipinguis ، وهي موطنها GBR و Osprey Reef ، واحدة من أصغر الأسماك والفقاريات المعروفة. هناك ما لا يقل عن 330 نوعًا من الزقديات في نظام الشعاب المرجانية بقطر 1-10 سم (0.4-4 بوصة). يعيش ما بين 300 و 500 نوع منالطحالب على الشعاب المرجانية.
المياه المالحة التماسيح الحية في غابات المانغروف والملح المستنقعات على الساحل.  حوالي 125 نوعا من أسماك القرش، اللادغة، التزلج على الجليد أو كايميرا يعيشون على GBR،  بالإضافة إلى حوالي 5000 نوعا منالرخويات . وتشمل هذه الأخيرة البطلينوس العملاقومختلف الدود البزاق والحلزون المخروطي .
أعطت إحدى الدراسات التي أجريت على 443 سمكة قرش فردية التوزيع التالي لأنواعها على الجانب الأسترالي من بحر المرجان: قرش الشعاب المرجانية الرمادي ( Carcharhinus amblyrhynchos ، 69٪) ، القرش ذي الرأس الأبيض ( Triaenodon obesus ، 21٪) ، القرش ذو الطرف الفضي ( Carcharhinus albimarginatus ، 10٪) ، قرش النمر ( Galeocerdo cuvier ، <1٪) ورأسالمطرقة الكبيرة ( Sphyrna mokarran ، <1٪). تراوح معدل التفاعل (الغوص الحر) في الشعاب المرجانية من عدد قليل إلى 26 سمكة قرش في الساعة.  الأنواع النادرة من أسماك القرش Etmopterus dislineatus مستوطنة في الجزء الأوسط من بحر المرجان. وقد لوحظ على أعماق 590-700 متر فوق أو بالقرب من المنحدر القاري .

## الأنشطة البشرية
كانت المناطق الساحلية لبحر المرجان مأهولة منذ ما لا يقل عن 40000 عام من قبل عصور ما قبل التاريخ الذين ينحدرون عبر الجزر الشمالية. هذه القبائل الأصلية مشتتة وفي الوقت الحاضر فقط حوالي 70 مجموعة تعيش في المنطقة المحيطة بـ GBR.
كان البحر موقع معركة بحر المرجان، وهي مواجهة كبيرة خلال الحرب العالمية الثانية بين القوات البحرية لإمبراطورية اليابان والولايات المتحدة وأستراليا. مثال على ذلك حطام يو إس إس ليكسينغتون الذي تم العثور عليه في عام 2018.
لطالما كانت الملاحة نشاطًا بشريًا تقليديًا على بحر المرجان وهناك 10 موانئ رئيسية على ساحل كوينزلاند وحده.عملت أكثر من 3500 سفينة في هذه المنطقة في عام 2007 ، حيث قامت بأكثر من 9700 رحلة نقلت الفحم والسكر وخام الحديد والأخشاب والنفط والمواد الكيميائية والماشية وغيرها من السلع. تعيق وفرة الشعاب المرجانية حركة الشحن البحري، وتم الإبلاغ عن حوالي 50-60 حادثًا سنويًا بين عامي 1990 و 2007 في GBR وحدها.
تشمل الأنشطة الاقتصادية الأخرى في البحر صيد الأسماك واستكشاف الرواسب النفطية في خليج بابوا.  البحر أيضًا مقصد سياحي شهير. في 2006-2007 ، ساهمة السياحة في GBR بـ 5.1 مليار دولار أسترالي في الاقتصاد الأسترالي.  السياحة في الغالب أجنبية أو من مناطق نائية من أستراليا، بمساهمة محلية تبلغ حوالي 153 مليون دولار أسترالي. على وجه الخصوص، تم إجراء حوالي 14.6 مليون زيارة إلى الشعاب المرجانية من قبل سكان كوينزلاند على مدى 12 شهرًا في عام 2008.  أدت المخاوف المتزايدة بشأن الآثار البيئية للسياحة إلى إنشاء منتزه Great Barrier Reef Marine في عام 1975 .هناك أيضًا متنزهات وطنية وولاية أصغر. في عام 1981 ، تم إعلان الحاجز المرجاني العظيم موقع التراث العالمي من قبل اليونسكو .  اعتبارًا من منتصف عام 2004 ، أصبح ما يقرب من ثلث متنزه GBR البحري محميًا من إزالة الأنواع من أي نوع، بما في ذلك الصيد، دون إذن كتابي.
اقترح في عام 1923 أن الحاجز المرجاني العظيم يحتوي على خزان نفط رئيسي . بعد قانون دعم البحث عن البترول في الكومنولث لعام 1957 ، ازداد التنقيب عن الهيدروكربونات في كوينزلاند، بما في ذلك حفر بئر في جزيرة ريك في جنوب الحاجز المرجاني العظيم في عام 1959. في الستينيات، تم التحقيق في التنقيب عن النفط والغاز في جميع أنحاء الحاجز العظيم الشعاب المرجانية،  في مضيق توريس، على طول «الساحل الشرقي من كيب يورك إلى خليج الأميرة شارلوت» وعلى طول الساحل من كوكتاون إلى جزيرة فريزر. في أواخر الستينيات، تم حفر المزيد من آبار النفط الاستكشافية بالقرب من جزيرة Wreck في قناة Capricorn ، وبالقرب من جزيرة Darnley في مضيق Torres ، ولكن دون نتائج. في السبعينيات، استجابةً للقلق بشأن تسرب النفط، حظرت الحكومة الأسترالية التنقيب عن البترول في GBR.  ومع ذلك، لا تزال تسربات النفط بسبب حوادث الشحن تشكل تهديدًا على البيئة، حيث بلغ إجمالي عدد الانسكابات 282 بين عامي 1987 و  2002
كوينزلاند لديها العديد من المراكز الحضرية الكبرى على الساحل بما في ذلك كيرنز، تاونزفيل، ماكاي، روكهامبتون، بوندابرج، صن شاين كوست والمنطقة الصناعية في مدينة جلادستون، التي تلوث حتما البحر. يضيف حوالي ثلاثين نهراً ومئات من الجداول الصغيرة المياه القارية التي تحتوي على رواسب ومبيدات حشرية ونفايات صناعية. الجريان السطحي مثير للقلق بشكل خاص في المنطقة الواقعة جنوب كيرنز، حيث قد تصل إلى 4200 ملم من الأمطار سنويًا.  حوالي 90٪ من تلوث البحر ناتج عن أنشطة الزراعة على الأرض. تشهد المنطقة تحضرًا مستمرًا، ومن المتوقع أن يزداد عدد السكان بنسبة 40٪ بحلول عام 2026. ونتيجة لذلك ، فقد 70-90٪ من الأراضي الرطبة الساحلية على مدى العقود الماضية ، والعديد من أنواع النباتات المتبقية معرضة للخطر.
في 3 أبريل 2010 ، جنحت السفينة الصينية Shen Neng 1 التي تحمل 950 طنًا من النفط شرق روكهامبتون فيوسط كوينزلاند ، أستراليا ،  مما تسبب في انسكاب زيت الحاجز المرجاني العظيم 2010 وإلحاق أكبر ضرر بمنطقة GBR والشعاب المرجانية. البحر حتى الآن.  طول المنطقة المتضررة حوالي 3 كيلومترات (1.9 ميل) وعرضها 250 مترًا (820 قدمًا) ،  وأصبحت بعض أجزاء منها خالية تمامًا من الحياة البحرية. هناك مخاوف من احتمال حدوث أضرار جسيمة طويلة الأجل وسيستغرق الأمر من 10 إلى 20 عامًا حتى تتعافى الشعاب المرجانية. بحلول 13 أبريل 2010 ، كانت كرات القطران الزيتية تنجرف على شواطئشمال غرب جزيرة ، طائر كبير سرب غربان ومستعمرة تعشيش السلاحف.

### الحماية
تم الإعلان عن محمية كومنولث بحر المرجان البحرية في ديسمبر 2013 ، ولكن لم يُنظر إليها على أنها توفر حماية كافية للبيئة.  اجتمعت مجموعة من 10 منظمات بيئية غير حكومية كائتلاف يسمى حملة حماية بحرنا المرجاني ، مطالبة الحكومة بإنشاء منتزه كورال سي مارين كبير للغاية يتمتع بحماية عالية.  في نوفمبر 2011 ، أعلنت الحكومة الأسترالية أنه تم التخطيط لمنطقة محمية تبلغ مساحتها 989842 كيلومترًا مربعًا (382.180 ميل مربع) وتنتظر الموافقة.
تمت إعادة تسمية محمية كورال سي كومنولث البحرية باسم كورال سي مارين بارك في أكتوبر 2017. وهي تغطي مساحة 989,836 كيلومتر مربع (382,178 ميل مربع) وتم تخصيصها من الفئة الرابعة من الاتحاد الدولي لحفظ الطبيعة . إنها أكبر حديقة بحرية في أستراليا وواحدة منأكبر المناطق المحمية في العالم .

## ابحاث
قبل عام 2020 ، تم رسم خرائط للأجزاء الضحلة فقط من الشعاب المرجانية في البحر المرجاني. خلال وباء COVID-19 لعام 2020 ، تم رسم خرائط لبعض أعمق أجزاء البحر باستخدام نظام سونار متعدد الحزم متقدم على متن سفينة أبحاث مملوكة لمعهد شميدت للمحيطات ، بعد أن تم تحويلها من انتشار بابوا غينيا الجديدة بسبب وباء. والغواصة الروبوتية إعادته لأول مرة عالية الدقة لقطات وقاع البحر ورسم الخرائطمن المنطقة البحرية المحمية الحيوية التي تربط الحاجز المرجاني العظيم بالمحيط الهادئ. تم تحديد مساحة 35554 كيلومتر مربع (13727 ميل مربع) ، خلال 14 غطسة بواسطة الغواصة ، التي هبطت إلى عمق 1600 متر (5200 قدم) وقضت ما يقرب من 100 ساعة في البحر. قاد عالم الجيولوجيا جودي ويبستر من جامعة سيدني ، وعالم الجيولوجيا البحرية روبن بيمان من جامعة جيمس كوك ، البعثة مع زملائه الذين يتحكمون في الغوص ورسم الخرائط عن بعد من منازلهم ، بسبب وباء COVID-19 في أستراليا. تم التعرف على الحياة البحرية النادرة بعد مشاركة الصور مع علماء آخرين على وسائل التواصل الاجتماعي ، لكن يعتقد الباحثون أن بعض الأنواع التي تم التقاطها في الفيلم قد تكون جديدة تمامًا على العلم. تضمنت الاكتشافات البارزة نوعًا من الأسماك الشوكية يُدعى هولارديا غوسليني ، لم يُشاهد سابقًا إلا في هاواي ، وتوسانويديس بينيتي ، الذي تم وصفه لأول مرة في عام 2019 ولم يسبق له مثيل.

## تاريخ
جرت في هذا البحر كبرى معارك الحرب العالمية الثانية.

## أعلام
- جيسي روذرفورد جونيور
- هنري دبليو. تاكر
- نيوتن هنري ماسون
- جون جيمس باورز
- إيرل في. جونسون